# Borodino (stacja kolejowa)
Borodino (ros. Бородино) – stacja kolejowa w miejscowości Borodino, w rejonie możajskim, w obwodzie moskiewskim, w Rosji. Położona jest na linii Moskwa – Mińsk – Brześć.

## Historia
Stacja powstała w XIX w. na drodze żelaznej moskiewsko-brzeskiej, pomiędzy stacjami Możajsk i Uwarowka, jako pierwsza stacja na linii położona w gubernii smoleńskiej. Nazwę zaczerpnięto od pobliskiej miejscowości Borodino.
W 1903 w budynku stacji otworzono ekspozycję muzealną poświęconą bitwie pod Borodino z 1812, która odbyła się na pobliskim polu. Istniała ona do lat 20. XX w. Budynek stacji został zniszczony w czasie II wojny światowej, po wojnie na jego miejscu powstał nowy dworzec. W 2002 z okazji 190. rocznicy bitwy pod Borodino stacja została odnowiona i w jej wnętrzu ponownie powstało muzeum, które prócz wydarzeń z kampanii Napoleona, upamiętnia również walki o Moskwę podczas II wojny światowej.

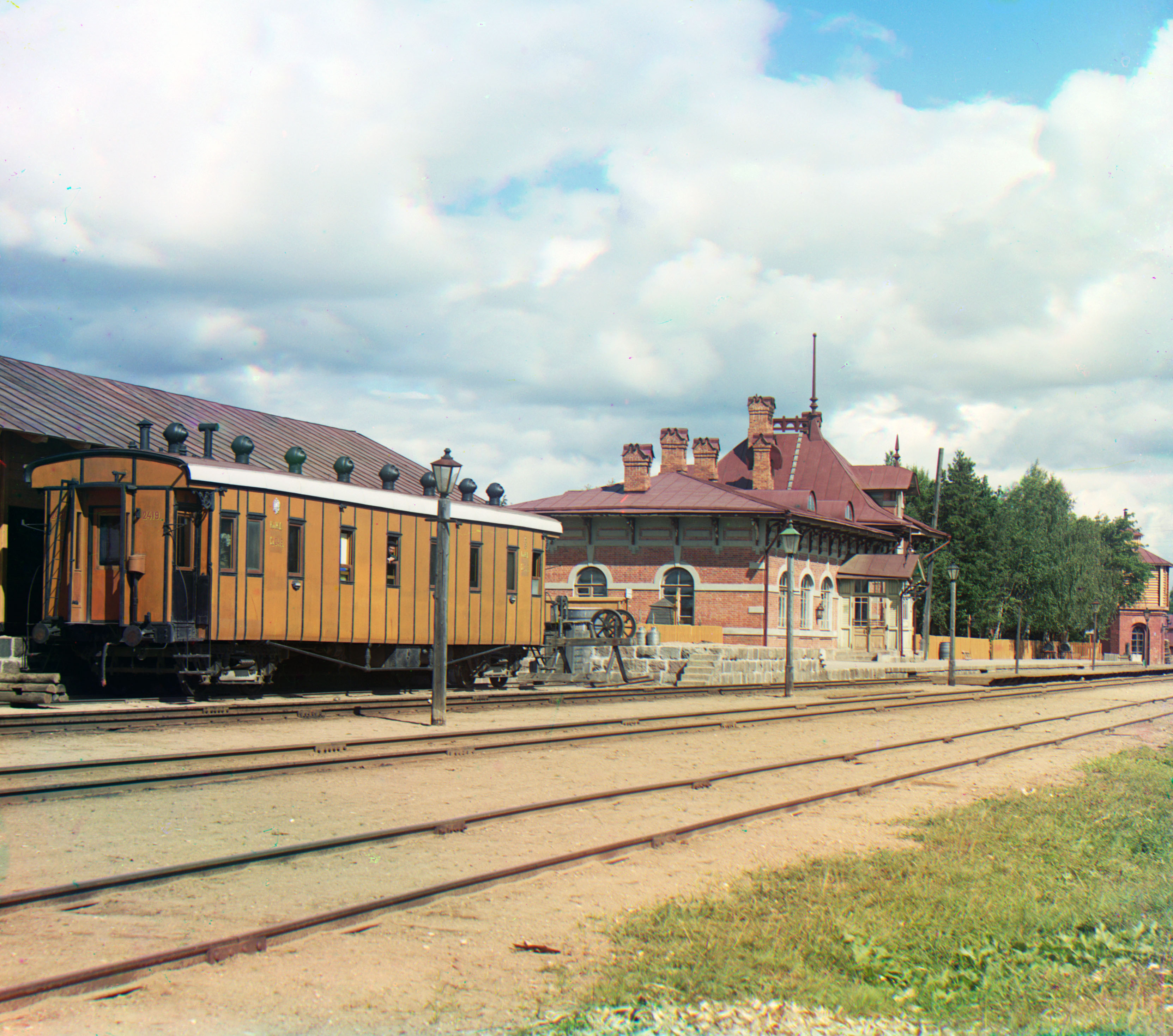
Siergiej Prokudin-Gorski. Stacja Borodino (1911)
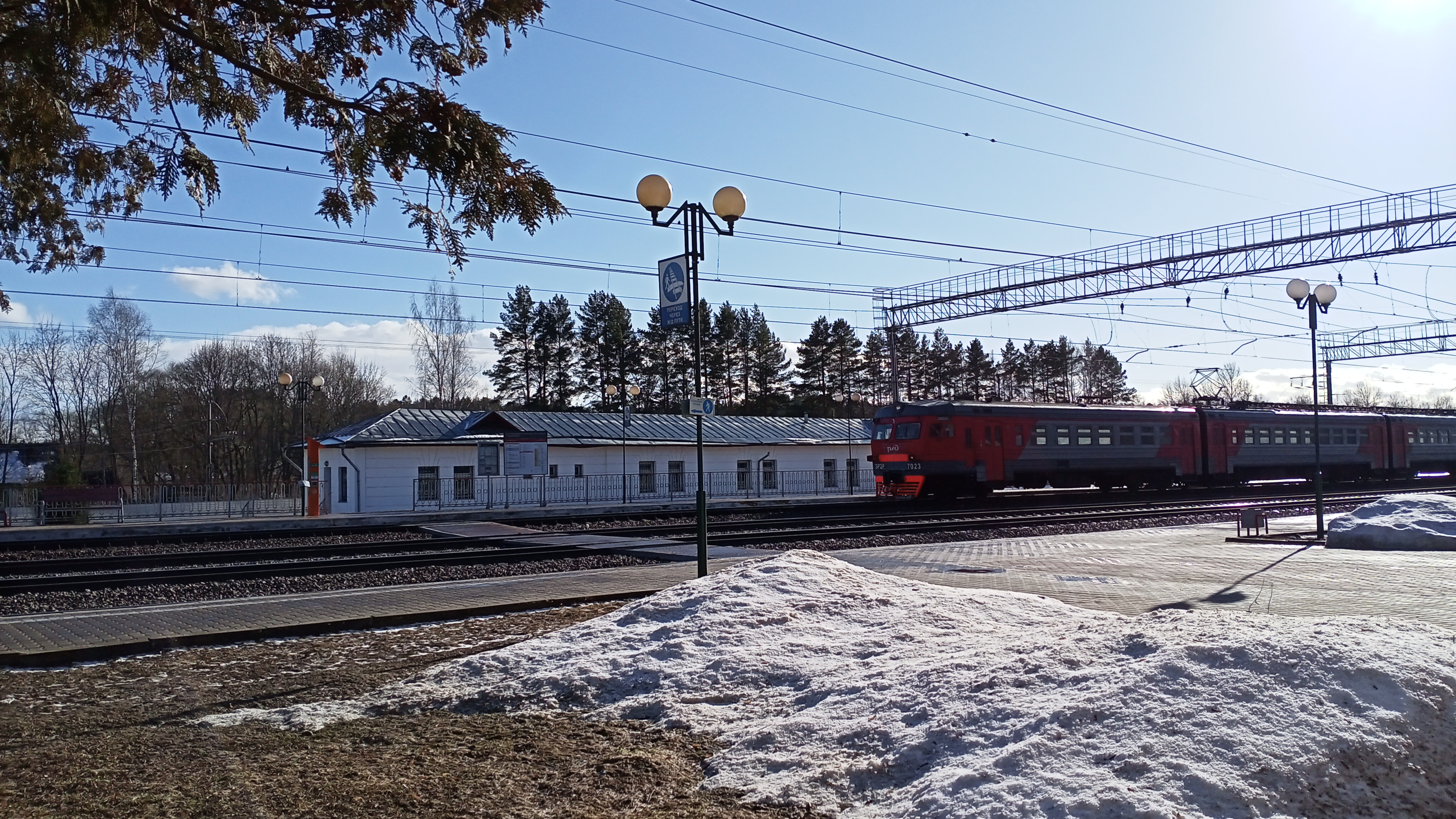
Perony
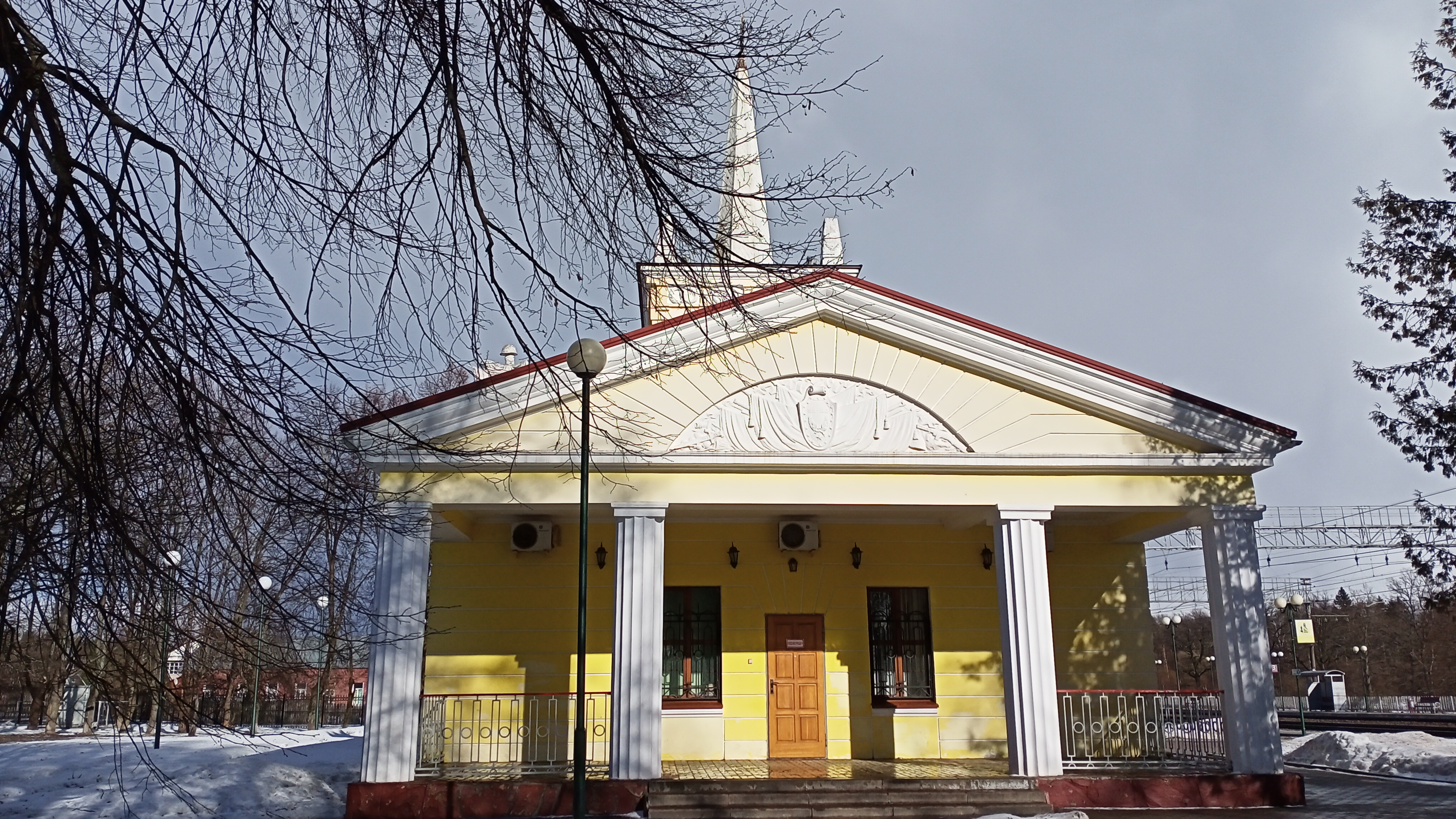
Budynek stacyjny, strona zachodnia
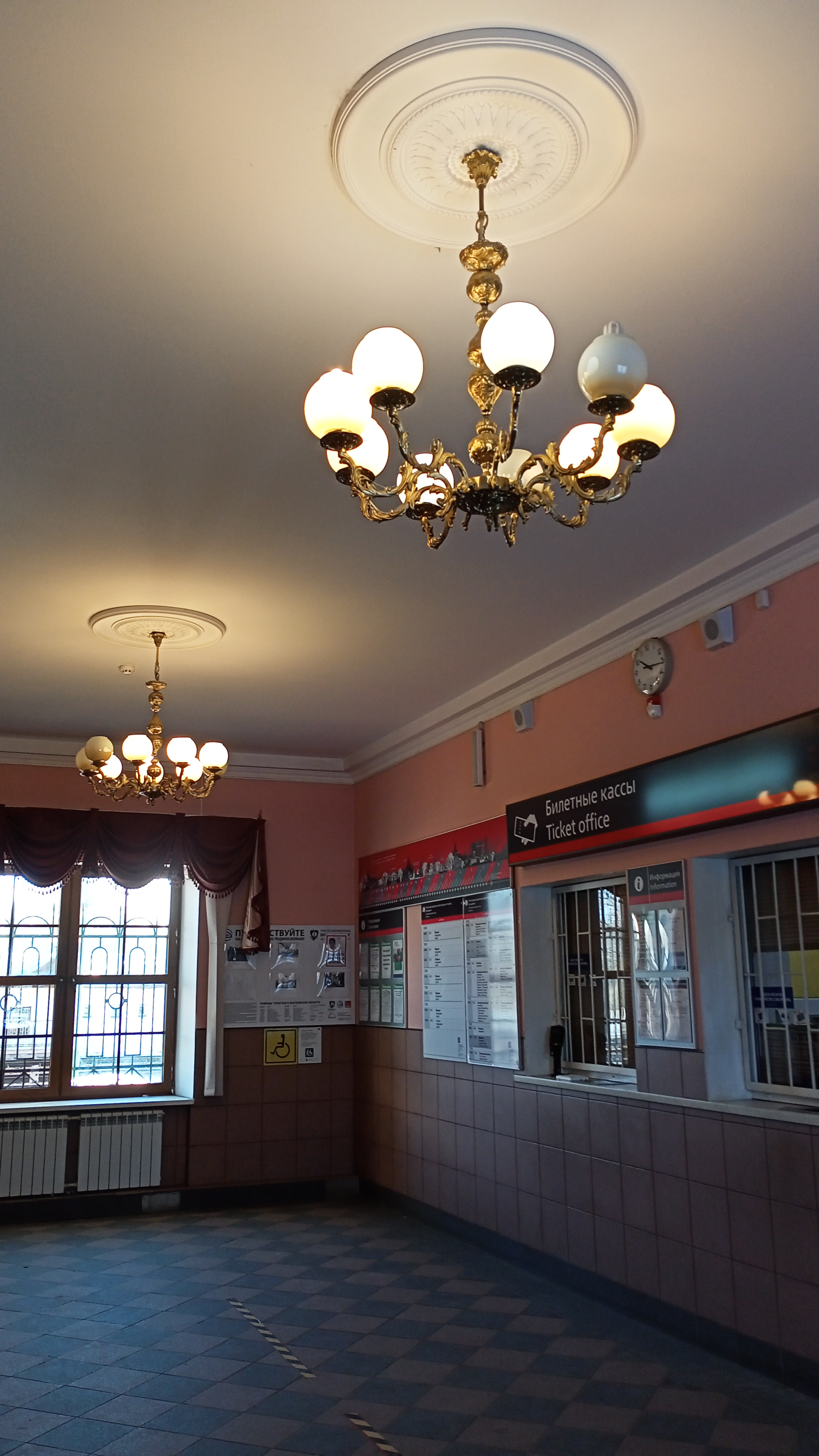
Budynek stacyjny, wnętrze